# Ligyrus neglectus
Ligyrus neglectus är en skalbaggsart som beskrevs av Leconte 1847. Ligyrus neglectus ingår i släktet Ligyrus och familjen Dynastidae. Inga underarter finns listade i Catalogue of Life.